# Epixanthis rostrifera
Epixanthis rostrifera är en skalbaggsart som beskrevs av Leon Fairmaire 1901. Epixanthis rostrifera ingår i släktet Epixanthis och familjen Cetoniidae. Inga underarter finns listade i Catalogue of Life.